# Cryptodendrum adhaesivum
Cryptodendrum adhaesivum is een zeeanemonensoort uit de familie Thalassianthidae.
Cryptodendrum adhaesivum is voor het eerst wetenschappelijk beschreven door Klunzinger in 1877.